# Рататуй
Ратату́й (фр. ratatouille; от «rata» — еда в просторечии и гл. «touiller» — мешать, помешивать) — традиционное овощное блюдо прованской кухни из сладкого перца, баклажанов, помидоров и кабачков, во многом похожее на овощное рагу, баклажаннную икру и венгерское лечо.

## История
Первый рецепт рататуя встречается в кулинарной книге 1778-го года. Возникнувший первоначально в районе современной Ниццы рататуй был блюдом небогатых крестьян, которые готовили его летом из свежих овощей. В оригинальный рецепт входили кабачки, помидоры, перец, лук и чеснок. В современный вариант блюда также добавляют баклажан.
В прованской кухне используются местные специи — прованские травы, которые присутствуют на кухне любого шеф-повара: фенхель, розмарин, тмин, мята, базилик, а также трюфели. Благодаря этим специям каждое блюдо прованской кухни преображается до неузнаваемости. В частности, кулинарный вкус Реми из мультфильма «Рататуй» основан на этих специях. Итало-средиземноморское по содержанию и абсолютно французское по форме блюдо.
В других странах можно встретить аналогичное или похожее блюдо, но оно имеет другое название. К примеру, в итальянской кухне это кушанье называется капоната, в испанской — писто, в турецкой — имам-баялды, в каталонской — самфайна, а в венгерской — лечо. В России его называют овощным рагу. И даже если все эти блюда готовятся из одних и тех же ингредиентов, они имеют заметные вкусовые отличия. Большую роль в процессе приготовления имеют сорта овощей, используемые травы и специи, а также технология создания блюда.

## Приготовление
Гастрожурналист The Guardian Фелисити Клоук в 2016-м году написала, что, учитывая относительно недавнее происхождение рататуя (он впервые появился в 1877-м году), существует большое разнообразие методов его приготовления. Larousse gastronomique утверждает, что «согласно пуристам, различные овощи должны быть приготовлены отдельно, затем объединены и медленно приготовлены вместе, пока они не достигнут гладкой, сливочной консистенции», так что (по словам председателя Комитета Ларуса Жоэля Робюшона) «каждый овощ будет иметь истинный вкус сам по себе».

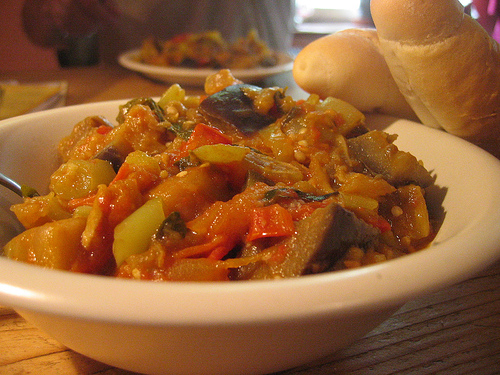
Прованский рататуй напоминает овощное рагу
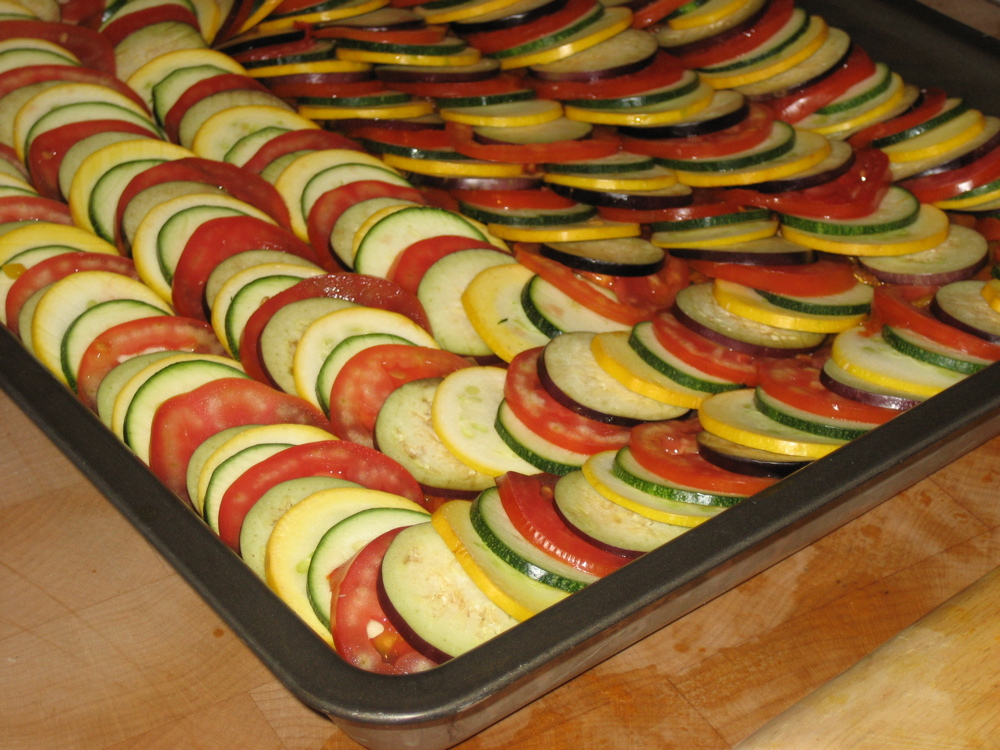
Нарезка для рататуя «кружками»
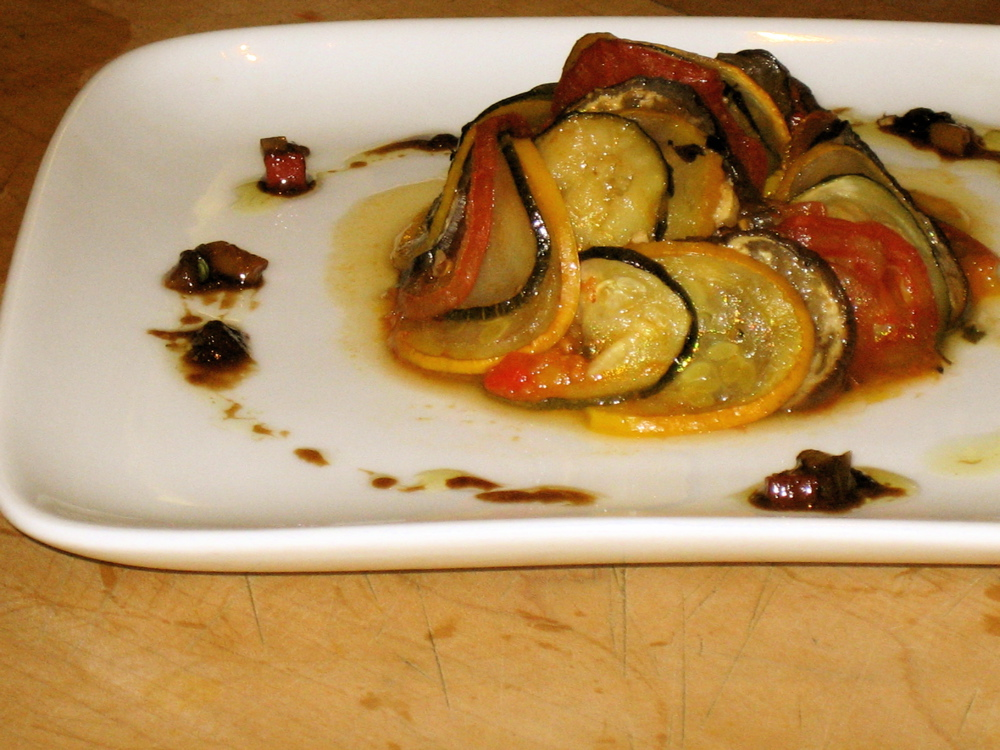
Рататуй для одноимённого мультфильма
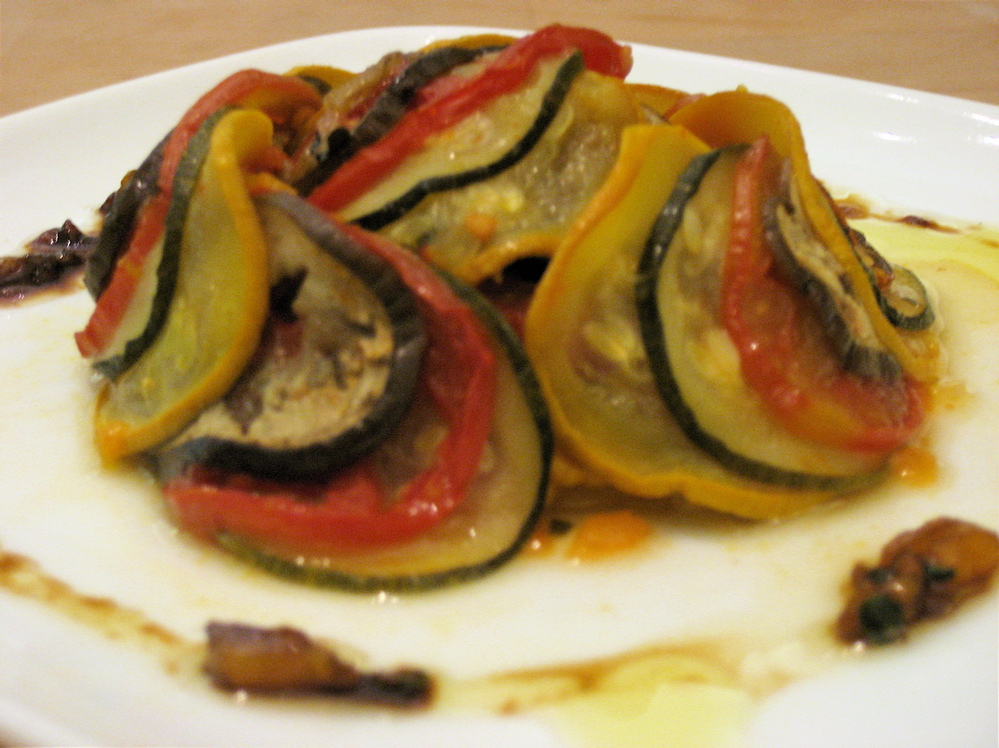
Авторское блюдо в форме спирали

## Интересные факты
- Название блюда «рататуй» упоминается в повести Оноре де Бальзака «Первые шаги в жизни» (1842)[4].
- Ф. И. Шаляпин, живя во Франции, часто и охотно угощал гостей рататуем, утверждая, что это «татарский салат».
- Хорошо владевший французским языком А. Н. Вертинский предполагал в «диковинном слове» рататуй «волжско-камское словечко», одно из тех, которыми охотно пользовался Шаляпин и значения которых «никто не знал».
- В некоторых французских сказках описывается, как ведьмы готовят рататуй из мышей и лягушек[4].
- В мультфильме «Рататуй» использован рецепт авторского рататуя с оригинальной сервировкой.